# Lago Gübsensee
O Lago Gübsensee é um lago artificial que dá forma a um reservatório próximo à cidade de São Galo, Suíça. 
As suas represas foram construídas entre 1898 e 1900, sendo este o primeiro reservatório hidrelétrico construído na Suíça. Começou a gerar energia elétrica em 1900. O lago tem uma superfície de 0,17 km², sendo o volume é de 1,5 m³.